# Nova Kachovka
Nova Kachovka (in ucraino Нова Каховкa?; in russo Новая Каховка?, Novaja Kachovka) è una città ucraina (44 427 abitanti), nel distretto di Kachovka, nell'oblast' di Cherson. Ospita l'amministrazione del distretto di Kachovka e della comunità territoriale di Nova Kachovka, una delle comunità territoriali dell'Ucraina.
Fino al 18 luglio 2020, Nova Kachovka costituiva una città di rilevanza regionale. Come parte della riforma amministrativa dell'Ucraina, che ha ridotto a cinque il numero di distretti dell'oblast' di Cherson, la città è stata integrata nel distretto di Nova Kachovka.

## Geografia
La città è un importante porto fluviale sulla sponda orientale del Nipro, all'estremità inferiore dell'invaso di Kachovka e vicino all'omonima diga.
Situata a 58 km a est di Cherson, Nova Kachovka controlla l'accesso al ponte Kachovs'kyj, che la collega a Beryslav, ed è altresì prossima al Canale della Crimea settentrionale, cruciale per l'approvvigionamento idrico della penisola eusina. L'alto valore della città per il controllo delle forniture idriche alla Crimea, per la fornitura di energia elettrica e per il passaggio del fiume Dnepr nella regione – possibile solo dai ponti Kachovs'kyj e Antonovs'kyj – la rende un obiettivo tattico di primaria importanza nel teatro della guerra russo-ucraina.

## Storia
Nova Kachovka ha una storia relativamente recente, e indissolubilmente legata all'omonima centrale idroelettrica e del Canale della Crimea settentrionale. Fondata il 28 febbraio 1952 dal Presidio del Soviet Supremo ucraino, espandendo il precedente villaggio di Ključeve, a sua volta nato nel 1891. La città nacque nelle immediate vicinanze della centrale idroelettrica (costruita nel 1947-1948) e del canale, per ospitare gli operai addetti alla costruzione e manutenzione di tali strutture. La denominazione di Nova Kachovka, o Nuova Kachova, intendeva distinguerla dalla vicina città di Kachovka, a circa 15 chilometri di distanza. La costruzione del complesso idroelettrico e del canale ha beneficiato anche il territorio circostante, creando le condizioni per il commercio marittimo su navi pesanti e per l'irrigazione agricola delle terre circostanti, e fornendo lavoro a molti ex operai impiegati nei lavori di costruzione. La combinazione di tali processi ha così favorito un progressivo aumento della popolazione urbana e delle aree rurali circostanti.
Il 5 giugno 2023 una sezione della diga di Nova Kachovka è stata distrutta, provocando l'inondazione delle sponde del fiume Dnepr a valle. Le due parti del conflitto si sono accusate a vicenda dell'atto.